# Cuauchichinola
Cuauchichinola är en ort i Mexiko.   Den ligger i kommunen Mazatepec och delstaten Morelos, i den sydöstra delen av landet, 90 km söder om huvudstaden Mexico City. Cuauchichinola ligger 945 meter över havet och antalet invånare är 2 383.
Terrängen runt Cuauchichinola är platt åt sydost, men åt nordväst är den kuperad. Runt Cuauchichinola är det ganska tätbefolkat, med 129 invånare per kvadratkilometer. Närmaste större samhälle är Puente de Ixtla, 8,2 km sydost om Cuauchichinola. I omgivningarna runt Cuauchichinola växer huvudsakligen savannskog.